# Al-Mansur

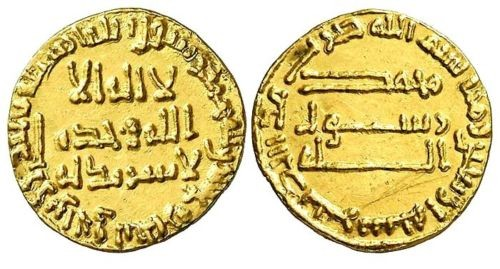
Dinar de Al-Mansur, año 758

Al-Mansur o Abu Ya'far Abdal·lah ibn Muhámmad al-Mansur (712 – 775; en árabe: ابو جعفر عبدالله ابن محمد المنصور) fue el segundo califa abasí. Reinó de 754 a 775. En 762 fundó la nueva residencia imperial y la ciudad palaciega de Madinat as-Salam, que con el tiempo se convertiría en la capital imperial de Bagdad.
A Al-Mansur le preocupaba la solidez de su régimen tras la muerte de su hermano, Abu l-'Abbás, que luego sería conocido como “As-Saffah”. En 755 dispuso el asesinato de Abu Muslim, un liberto leal con excesivo poder en Irán y Transoxiana. 
Al-Mansur se consideraba un soberano universal con autoridad religiosa y secular. Su victoria sobre Nafs az-Zakiya en 762, un rebelde chiita en el sur de Irak y en la península arábiga hizo que los grupos chiitas se alejasen aún más de él.
Durante su reinado, la literatura islámica y los estudios coránicos iniciaron una época de esplendor, gracias a la tolerancia abasí frente a los persas y otros grupos reprimidos en época omeya. Pues, aunque el califa omeya Hisham ibn Abd al-Malik había adoptado las prácticas cortesanas persas, no fue hasta la época de Al-Mansur cuando se apreció en todo su valor la literatura persa en el mundo islámico. Tuvo entonces lugar el movimiento literario de Shu'ubiya, que suponía la superioridad de la expresión cultural persa sobre lo árabe.
Aunque quizá más importante que todo este movimiento cultural, fue la conversión de muchos no árabes al islam, algo que no se había estimulado durante el califato omeya (o que incluso se había dificultado). Con los abbasíes, especialmente desde Al-Mansur, la expansión del islam fue mucho más rápida que en el pasado.            